# Octobre 1795

## Événements
- 1er octobre :

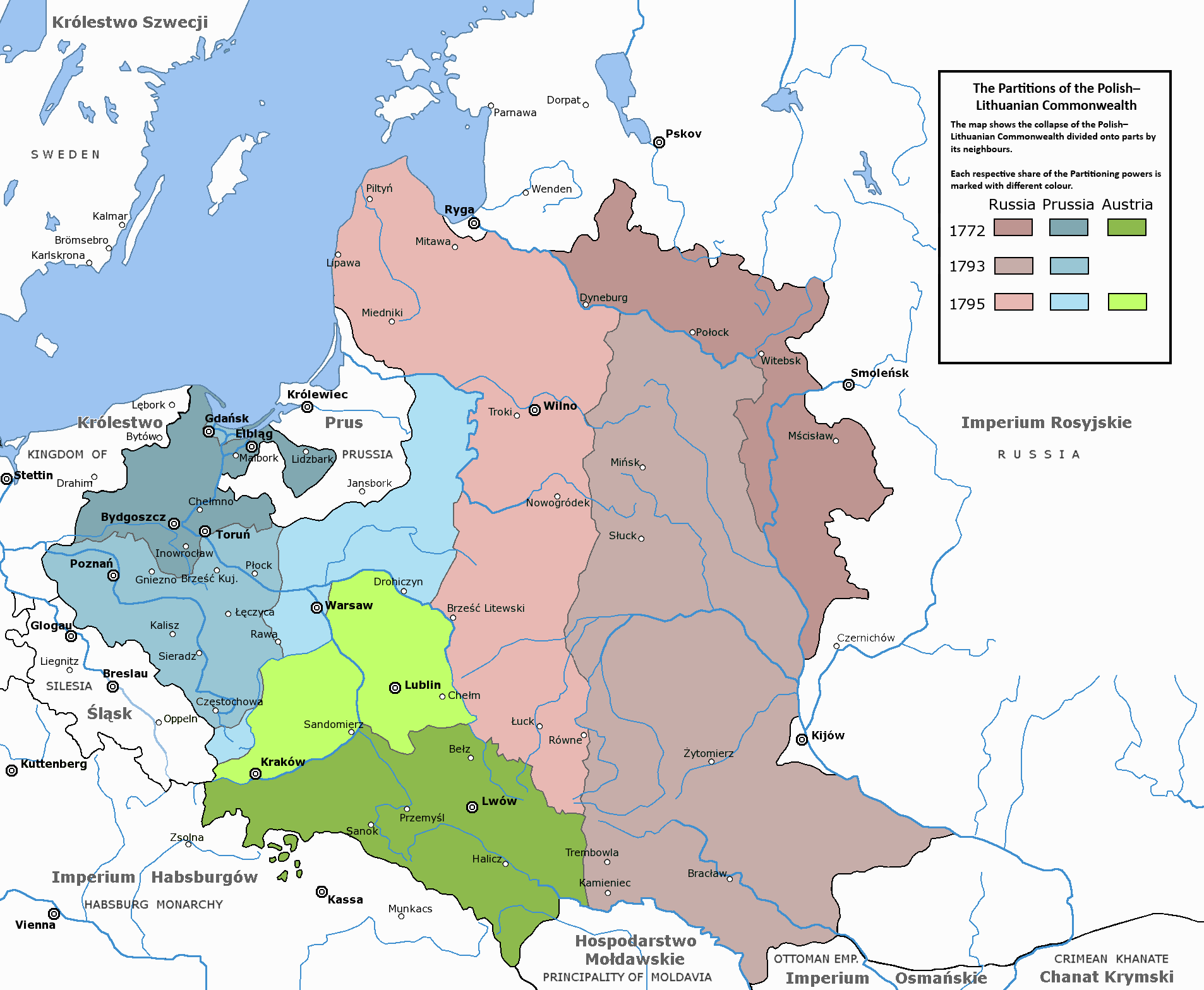
Le partage de la Pologne en 1795.
La Russie est la grande bénéficiaire des partages successifs de la Pologne puisqu’elle fait passer sous sa domination 45 % de la population polonaise, soit 5,4 millions d’habitants, dont 1,8 million de Polonais. Parmi ces derniers, 640000 nobles occupent une situation dominante sur les plans économique, social et culturels, au-dessus de paysanneries lituanienne, biélorusse et ukrainienne. L’administration leur est souvent confiée, et ils garderont cette position jusqu’à l’insurrection de 1831.

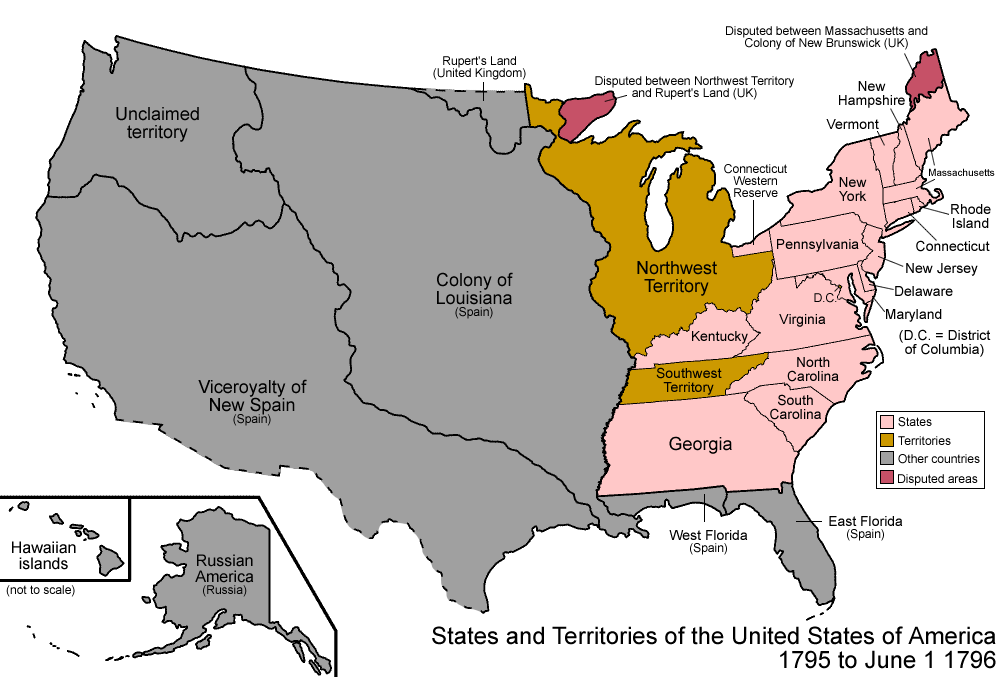
27 octobre 1795 - 1er juin 1796

  - la France annexe les Pays-Bas autrichiens[1]. Les provinces belges sont divisées en 9 départements et deviennent françaises jusqu'en 1815). Elles seront ensuite dirigées pendant 15 ans par Guillaume d'Orange, du royaume uni des Pays-Bas.
  - le Luxembourg devient le département des Forêts français jusqu'en 1814.

- 3 et 4 octobre : bataille de Mortagne (1795).

- 4 octobre, France (12 Vendémiaire an IV) :
  - combat de Fleurigné.
  - Combat de Pocé.

- 5 octobre, France (13 Vendémiaire an IV) : insurrection royaliste contre la Convention, écrasée par Napoléon Bonaparte, à l'église Saint-Roch[2].

- 10 octobre : bataille de Héric.

- 14 octobre : bataille de Dondon.

- 16 octobre : début du règne de Omdut-ul-Umara (en), nabab d’Arcot, au sud (fin en 1801)[3]. Il tente vainement de résister aux exactions des membres de la compagnie anglaise.

- 24 octobre : accord définitif pour le troisième partage de la Pologne entre la Prusse (Varsovie et la Mazovie) la Russie (reste de la Volhynie, de la Lituanie et la Courlande) et l’Autriche (Cracovie et Mazovie méridionale)[4]. La Pologne cesse d’exister en tant qu’état indépendant. Elle sera reconstituée en 1918.
  - Dans la partie russe de la Pologne, des confiscations de terres frappent les nobles qui se sont compromis avec Tadeusz Kosciuszko, et Catherine II de Russie les distribue à ses favoris : en août, 110 000 serfs sont répartis en Lituanie et en Russie blanche[5].

- 25 octobre, France : loi Daunou sur l'enseignement. Création de l'Institut de France.

- 26 octobre, France : séparation de la Convention, début du Directoire (fin le 9 novembre 1799)[2]. Daunou devient président du conseil des Cinq-Cents. La Révellière-Lépeaux, président du Conseil des Anciens. La Révellière-Lépeaux, Le Tourneur, Rewbell, Barras, Carnot, directeurs (8-14 brumaire).

- 27 octobre : les États-Unis et l'Espagne signent le Traité de Madrid, qui établit la frontière nord de la Floride Occidentale sur le 31e parallèle[6].

- 29 octobre : blocus de Mayence[7].

## Naissances
- 6 octobre : Olinde Rodrigues (mort en 1851), mathématicien français.
- 7 octobre : Auguste Crelinger, actrice allemande († 11 avril 1865).
- 8 octobre : Raymond-Théodore Troplong, juriste et homme politique français, président du Sénat de 1852 à 1869 († 1er mars 1869).

## Décès
- 10 octobre : Francesco Antonio Zaccaria, théologien et historien italien (° 27 mars 1714, 81 ans)